# Reise mit Anita
Reise mit Anita (italienisch: Viaggio con Anita) ist eine Filmkomödie aus dem Jahre 1979.

## Handlung
Guido, ein angesehener Schriftsteller, der in einer Ehekrise ist und eine Geliebte hat, erhält eines Tages den Anruf, dass sein Vater schwer erkrankt ist. Er will ihm einen letzten Besuch abstatten und überredet seine Geliebte Anita ihn zu begleiten, aber verrät ihr nicht den Grund der Reise. Später als er erfährt, dass es seinem Vater besser geht, verrät Guido Anita den wahren Zweck der Reise. Um qualvolle Erinnerungen an früher zu verdrängen, geht er alleine in eine Bar, in der er später von einem Taxifahrer mitbekommt, dass sein Vater gestorben ist. Zu Anita kommt er erst spät am Abend zurück. Bei den Vorbereitungen für die Beerdigung versucht Guido die Blondine in einem Hotel zu verstecken. Weitere Aufregungen sind vorprogrammiert. Am Ende finden sich Anita und Guido am Friedhof wieder, aber er beschließt sich zu ändern und reist aus Fano ab. 

„Die Reise mit Anita ist zu Ende“

## Kritik
„oberflächlich, aber mit drolligen Momenten.“